# Protestas antiglobalización en Praga
Las protestas antiglobalización en Praga tuvieron lugar durante la cumbre del Fondo Monetario Internacional (FMI) y el Banco Mundial en septiembre de 2000 en Praga, capital de la República Checa. Esta protesta siguió a protestas similares en Seattle y Washington.
Varios manifestantes anticapitalistas estaban viendo a estas instituciones como uno de los motivos de los problemas económicos enfrentados por el tercer mundo. Miles de activistas que viajaron de todo el mundo protestaron y algunos se enfrentaron con la policía en las calles de Praga durante varios días. La policía estimó que más de 15 000 manifestantes participaron. Más de 600 personas resultaron heridas en los enfrentamientos, incluyendo un centenar de policías, sin que se registraran víctimas mortales.
Las protestas se dirigían contra las políticas impulsadas por el FMI y el Banco Mundial en favor de los mercados financieros y las empresas multinacionales. Se emplearon gases lacrimógenos y cañones de agua para repeler a un grupo disidente de los activistas, que intentaron llegar a la sede de la cumbre para boicotear las reuniones de las instituciones financieras globales. A pesar de la gran presencia policial, los manifestantes lograron paralizar el último día de la cumbre.
Además, esta acción se ha caracterizado por la aparición de tácticas como el "bloque rosa" y los "monos blancos" utilizadas por el grupo radical italiano Ya Basta!. Varios grupos activistas a través de la UE se unieron para difundir imágenes y producir varios documentales. Undercurrents produjo Revolving in Prague, dando un punto de vista de las calles de varios grupos de manifestantes.